# ميراندا (لاعب كرة قدم مواليد 1998)
ميراندا هو لاعب كرة قدم برازيلي في مركز الوسط، ولد في 9 مايو 1998 في أراغوينا في البرازيل. لعب مع نادي كوريتيبا.